# Tickfaw (rivière)
La rivière Tickfaw est un cours d'eau des États-Unis, situé dans les États de la Louisiane et du Mississippi. 

## Géographie
La rivière Tickfaw prend sa source au Sud de l'État du Mississippi, dans le comté d'Amite au sud-ouest de la ville de McComb. 
Elle s'écoule vers le Sud en direction de l'État de la Louisiane. Elle longe la ville louisianaise de Montpelier, puis, traverse les marais du parc d'État Tickfaw. Après un parcours de 182 km, elle se jette dans le lac Maurepas.

## Histoire
La rivière fut dénommée rivière Ticfoha, d'après une terminologie amérindienne, lors de la colonisation française de l'Amérique et l'exploration du vaste territoire de la Louisiane française. Les cartes des géographes français de cette époque indique le nom de Rivière Ticfoha.
Après la vente de la Louisiane par Napoléon Ier, le nom de la rivière fut anglicisé en Tickfaw.